# Сантьяго, Микель
Микель Сантьяго (исп. Mikel Santiago; род. 1975, Португалете) — испанский писатель, автор романов-триллеров «Прошлой ночью в Тремор-бич» (исп. La última noche en Tremore Beach) и «Кривая дорожка» (исп. El mal camino), опубликованные на испанском и переведённые на другие языки.
Родился в Португалете в 1975 году, изучал там же социологию. В течение 10 лет жил в Ирландии и Нидерландах, после чего вернулся в Испанию и проживает в Бильбао. Кроме написания романов, работает в сфере IT и играет в рок-группе.